# Gralla subbaixa
La gralla subbaixa és un instrument de vent fet de fusta, format per un tub de forma troncocònica de gairebé un metre de llargada, que amplifica el so produït per una llengüeta de doble canya, anomenada inxa. Per la seva tessitura és l'instrument més greu de la família de les gralles i com a tal comparteix les característiques de la gralla dolça o de claus, la gralla llarga o de quatre claus i la gralla baixa.

## Prototipus
El primer prototipus de gralla subbaixa es conserva a l'Escola Superior de Música de Catalunya (ESMUC) i va ser creat l'any 2010 pel lutier igualadí Ton Munné. Un segon model, també de Ton Munné —sense les correccions que es van haver de fer en el prototipus— va ser creat l'any 2012 i presentat oficialment al món graller el 20 de març de 2014. La presentació es va fer al Centre Artesà Tradicionàrius, dins de les jornades dedicades a La Gralla made in Catalunya, a la XXVII edició del Festival Tradicionàrius i va anar a càrrec de l'autor i de Daniel Carbonell, graller, professor d'aquest instrument a l'ESMUC i col·laborador de Ton Munné en la construcció de l'instrument. Aquest segon instrument va ser encarregat per MUSIT (Aula-Museu de música tradicional), que es troba a localitat de Gilet (Camp de Morvedre, País Valencià).

## Característiques

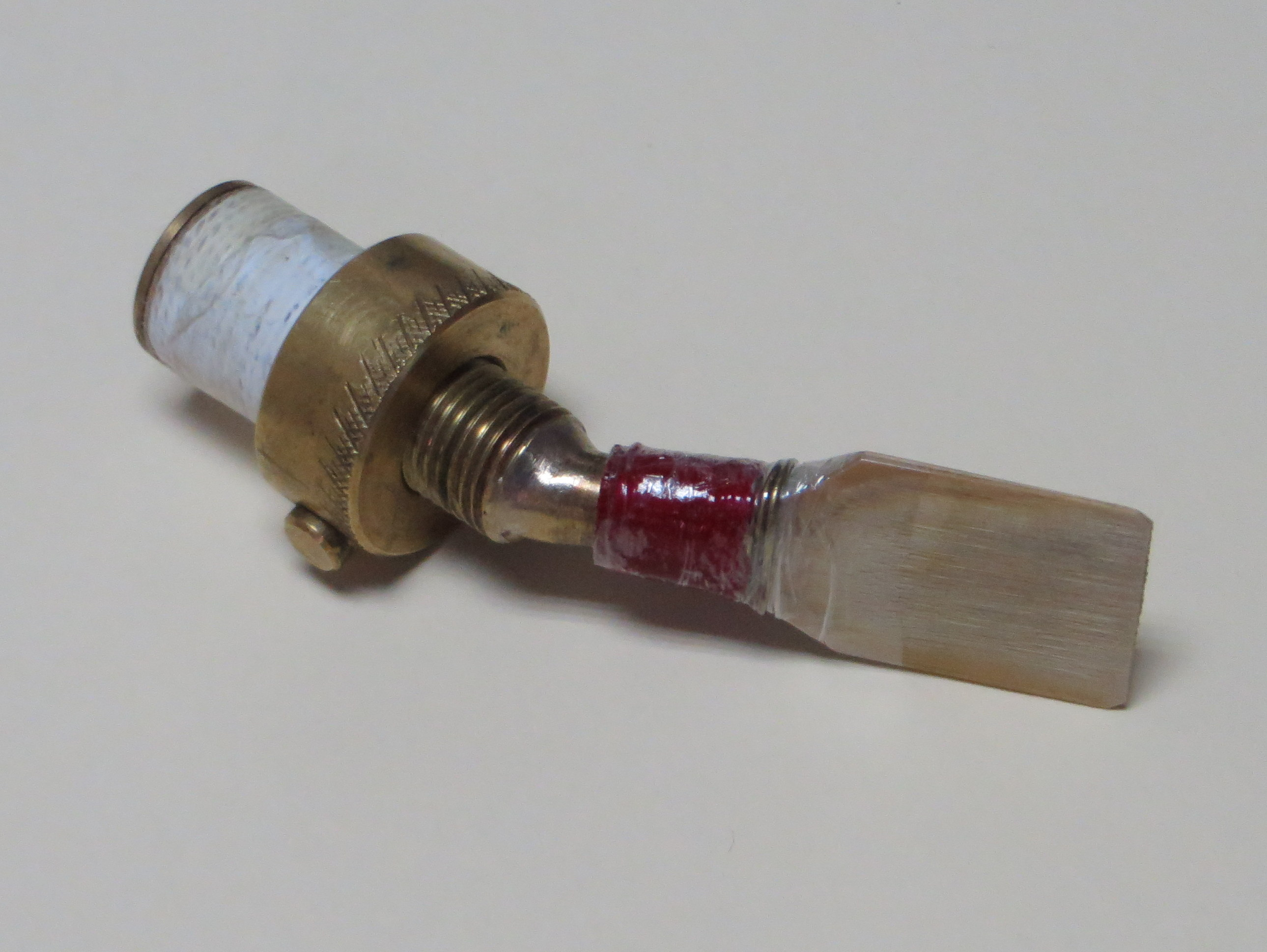
Tudell en angle i canya de gralla (anomenada també de pala o quadrada) adequat per a la gralla subbaixa

Els dos primers prototipus de gralla subbaixa estan formats per la canya, el tudell i el cos de l'instrument. La canya emprada és una inxa quadrada o de pala que és la canya tradicional per a la gralla. El tudell, a diferència de la resta de gralles, està inclinat per tal de facilitar-ne l'execució, ja que permet sostenir la gralla amb més comoditat. Finalment, el cos està format per un cos superior i un cos inferior fets de fusta d'ametller —amb diverses claus de llautó— i una campana de fusta de cirerer.
L'instrument té una llargada de 97,5 cm (inxa i tudell inclòs) i pesa al voltant d'uns 820 g. Quant a l'afinació, està afinada amb l'afinació estàndard internacional (la-440), tot i això, amb un tudell més llarg i afegint una argolla de fusta entre la campana i el cos de l'instrument es pot aconseguir l'afinació tradicional (la-415), un semitò per sota. La tessitura de l'instrument va del re₂ fins al sol₃ amb comoditat, del sol#₃ al do₄ amb certa dificultat, i del do#₄ al fa₄ es tracta d'un registre extrem que depenent de l'habilitat de l'instrumentista. Es tracta, però, d'un instrument transpositor que sonarà una octava per sota del que hi ha escrit a la partitura.

## Funcions
La seva tessitura greu fa que la gralla subbaixa sigui adequada per formar part de conjunts de gralles a quatre veus i de conjunts professionals de grallers, permetent als compositors que cada gralla pugui assolir un paper propi més destacat, jugar amb els cromatismes i crear una major complexitat harmònica. Tot i això, a causa del nombre reduït d'exemplars d'aquesta gralla fa no es tracti d'un instrument consolidat dins del món graller. Actualment, se n'han fet diversos concerts, entre aquests, hi ha els del grup Quatre Quarts —compost per Jaume Aguza i Jordi Mestres amb la gralla dolça, Pau Puig amb la gralla baixa i en Daniel Carbonell amb la gralla subbaixa— que s'ha format per explorar les possibilitats sonores que ofereix aquest nou instrument.